# Luka Peruzović
Luka Peruzović (Split, 26 de fevereiro de 1952) é um ex-futebolista profissional croata, que atuava como defensor.

## Carreira
Luka Peruzović fez parte do elenco da Seleção Iugoslava de Futebol da Copa do Mundo de 1974. 